# 莊雪華
莊雪華 是香港長笛和短笛演奏家，布蘭登手工長笛廠的代言人。，曾參與香港管弦樂團和香港小交響樂團之演出。

## 音樂生涯
莊雪華10歲開始學習長笛，其後入讀香港演藝學院，以一級榮譽取得音樂學士。后獲嘉德利馬森獎學金前往英國皇家北方音樂學院深造，以優異成績取得研究生文憑。
莊氏曾參與的樂團包括西班牙阿斯圖里亞斯省交響樂團、杭州管弦樂團、英國皇家愛樂樂團、波士頓大學管樂合奏團和普羅維登斯學院管樂合奏團和香港中文大學的崇基管弦樂團等。合作過的指揮包括平夏斯·祖克曼(Pinchas Zukeman)、弗拉基米爾·阿殊堅納西(Vladimir Ashkenazy)和羅倫·馬素(Lorin Maazel)。演奏足跡遍佈倫敦、阿姆斯特丹、柏林、東京。

## 教學
莊雪華曾多番應邀主持大師班，並在以下院校或機構擔任教職：
香港中文大學、
香港浸會大學、
香港演藝學院、
香港教育大學 。
此外，莊雪華亦曾多次於香港、澳門、中國内地、新加坡、馬來西亞、泰國和美國擔任音樂比賽評審。
作為亞洲青年管弦樂團的前團員，她也為該樂團擔任長笛和短笛導師；又連續四年擔任馬來西亞Rondo音樂節的教員。

## 錄音
在2020年，莊雪華發行了首張個人專輯《俄羅斯古典音樂》。